# Pehčevo
Pehčevo (makedonska: Пехчево [ˈpɛxtʃɛvɔ] lyssna (fil)) är en mindre stad i kommunen Pehčevo i östra Nordmakedonien. Staden hade 2 471 invånare vid folkräkningen år 2021.
Av invånarna i Pehčevo är 95,93 % makedonier, 1,34 % romer och 1,34 % turkar (2021).